# 德累斯頓 (密蘇里州)
德累斯頓（英語：Dresden）是位於美國密蘇里州佩蒂斯縣的非建制地區。

## 歷史
德累斯頓的郵局於1863年設立，其後於1954年停運。

## 地理
德累斯頓所處的海拔為高於海平面252米（即827英呎），而該地所採用的時區為UTC-6，即北美中部時區（CST）。同時該地設有夏令時間，為UTC-6調快一小時，即UTC-5（CDT）。